# Черепахин, Борис Борисович
Бори́с Бори́сович Черепа́хин (17 (29) ноября 1894, село Белокриница, Кременецкий уезд, Волынская губерния — 27 августа 1969, Ленинград) — советский правовед, специалист по гражданскому праву, доктор юридических наук, профессор. Декан юридического факультета Ленинградского университета (ЛГУ).

## Биография
Родился 17 (29) ноября 1894 году в селе Белокриница Кременецкого уезда Волынской губернии (на территории современной Украины). Отец — Борис Петрович был дворянином, возглавлял сельскохозяйственную школу. Среднее образование Борис получил в московской гимназии, по окончании которой поступил на юридический факультет Московского университета. С третьего курса перевелся в Казанский университет, окончил его в 1917 году и был оставлен на кафедре гражданского права и судопроизводства для подготовки к профессорскому званию. В звании аспиранта он перевёлся в Томск, где его застала Гражданская война.
В 1919 году был мобилизован в армию адмирала Колчака. Его призвали рядовым в Учебно-инструкторскую школу, затем он попал в 1-й гренадерский батальон. В январе 1920 года в Красноярске рядовой Черепахин перешёл на сторону Красной армии, но воевать ему не пришлось: уже через несколько дней Черепахина направили на работу в Енисейский губернский отдел народного образования.
С 1920 года начал научно-педагогическую и административную деятельность в юридических и экономических учебных заведениях страны:
- в 1920—1922 гг. преподавал в Пермском университете;
- в 1922—1924 гг. — в Саратовском университете;
- в 1924—1931 гг. — в Иркутском университете[1];
- в 1934—1939 гг. — в Институте советской торговли и Финансово-экономическом институте в Иркутске.

С 1939 по 1952 годы работал в Свердловском юридическом институте, являясь бессменным руководителем кафедры гражданского права, а с марта 1943 года по октябрь 1952 года — одновременно и заместителем директора Свердловского юридического института по научной работе. В 1945 году защитил докторскую диссертацию «Добросовестное приобретение права собственности от неуправомоченного отчуждения». На свердловский период приходится расцвет научно-педагогической и организаторской деятельности Черепахина. Он считается родоначальником свердловской цивилистической школы, представленной такими именами, как Е. Д. Шешенин, О. А. Красавчиков, С. С. Алексеев, М. Я. Кириллова, В. С. Якушев, В. П. Шахматов, В. Ф. Яковлев и др.
В 1952—1954 годах возглавлял кафедру гражданского права Ленинградского юридического института, а с 1954 году — кафедру гражданского права ЛГУ. С 1954 по 1957 годы являлся деканом юридического факультета Ленинградского университета.
Скончался 27 августа 1969 года на 75-м году жизни.

## Основные труды
- Первоначальные способы приобретения собственности по действующему праву. — Саратов, 1924. — 31 с.
- К вопросу о частном и публичном праве. — Иркутск, 1926. — 26 с.
- Ответственность грузополучателя по требованиям из договора железнодорожной перевозки. — Иркутск: Изд. Иркутского университета, 1927. — 33 с.
- К вопросу о договорном принуждении в советском транспортном праве. — Иркутск: Изд. Иркутского университета, 1929.
- Правопреемство по советскому гражданскому праву. — М.: Госюриздат, 1962. — 162 с.
- Об ответственности за вред, причиненный правомерной деятельностью // Правоведение. — 1994. — № 5—6. — С. 45–52.
- Труды по гражданскому праву. - Московский государственный университет им. М. В. Ломоносова.  Кафедра гражданского права юридического факультета. — М.: Статут, 2001. — 479 с. — (Классика российской цивилистики). — ISBN 5835400780.